# تهاجم سزار به بریتانیا
تهاجم سزار به بریتانیا (انگلیسی: Caesar's invasions of Britain) در این دوره از جنگ‌های گالی، ژولیوس سزار ۲ بار بریتانیا را مورد حمله قرار داد، در سال‌های ۵۴ و ۵۵ قبل از میلاد، اولین حمله احتمالاً در اواخر تابستان صورت گرفته و هدف عمدهٔ آن جنگ نبود بلکه برای ردیابی و اطلاع‌رسانی ارسال گردید هر چند به شکل یک نیروی آماده‌باش هم می‌توانست برای تمام وقت اسکان داشته باشد، اما اگر جنگی درمی‌گرفت این نیرو موفق نبود، گروه کوچک دیگری از رومیان علاوه بر بیچ‌هد موفق شدند بنای مستحکمی را در منطقهٔ کنت تصرف کنند. دومین تهاجم دست‌آورد دیگری برای رومیان داشت، آنها اقدام به نصب پادشاه ماندابروشس نمودند که در آن زمان از دوستان و نزدیکان امپراتوری محسوب می‌گردید، مدتی بعد روم مجبورش کرد که نیرویش را تحت انقیاد و فرمان رقیبش کاسیولونس درآورد، هیچ قلمروئی برای روم فتح نشد، در عوض آن تمام قلمرو روم تحت اشغال متفقین خودشان یعنی ترای‌نووانتس درآمد و تصرف گردید.
نخستین تازش او در تابستان سال ۵۵ پیش از میلاد بود. 
او نخست تاجرینی که پیشتر به جزیره رفته بودند را فراخواند ولی متوجه شد که آنها نمیتوانند به او اطلاعات باارزشی از تاکتیک های نظامی بریتون ها و استحکامات دفاعیشان بدهند. 
او سپس به یکی از افسران خودش به نام گایوس والسینوس دستور داد تا سواحل بریتانیا را با یک کشتی جنگی بررسی کند. 
او احتمالا در طول ساحل کنت حرکت کرده. 
گرچه او هیچوقت جرات نکرد که پا به خشکی بگذارد. 
برخی از قبایل سلت در بریتانیا که توسط تاجرین هشدار داده شده بودند پیش از حمله سزار با فرستادن سفیران تسلیم خودشان را اعلام کرده بودند. 
سزار سپس با ۱۸ کشتی انتقالی و دو لژیون و تعداد نامعلومی کشتی جنگی به بریتانیا حمله کرد. 
او نخست در درگیری کوچکی در دوُور کنت پا به خشکی گذاشت ولی با نرسیدن کشتی های سواره نظامش و طوفان هایی که کشتی هایش را پر از آب میکردند و نزدیکی زمستان و کمبود غذا او در نهایت عقب نشینی کرد. 
دومین تازش سزار در سال بعد با ۵ لژیون بود. 
بریتون ها اینبار به او حمله نکردند.
آنها شاید از تعداد کشتی ها ترسیدند و شاید این استراتژی آنها بود. 
سزار سپس در چندین جنگ بر ضد کاسیولونوس پادشاه بلژیکی قوم کاتوولونی پیروز شد و از  رودخانه تایمز گذشت و به جایی رسید که امروزه لندن در آن قرار دارد. 
او سپس به گرفتن گروگان و خراج سالیانه بسنده کرد و بریتانیا را ترک کرد.

## نگارخانه

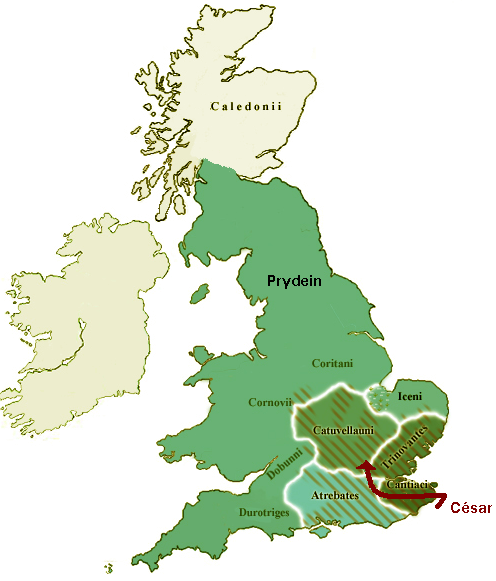
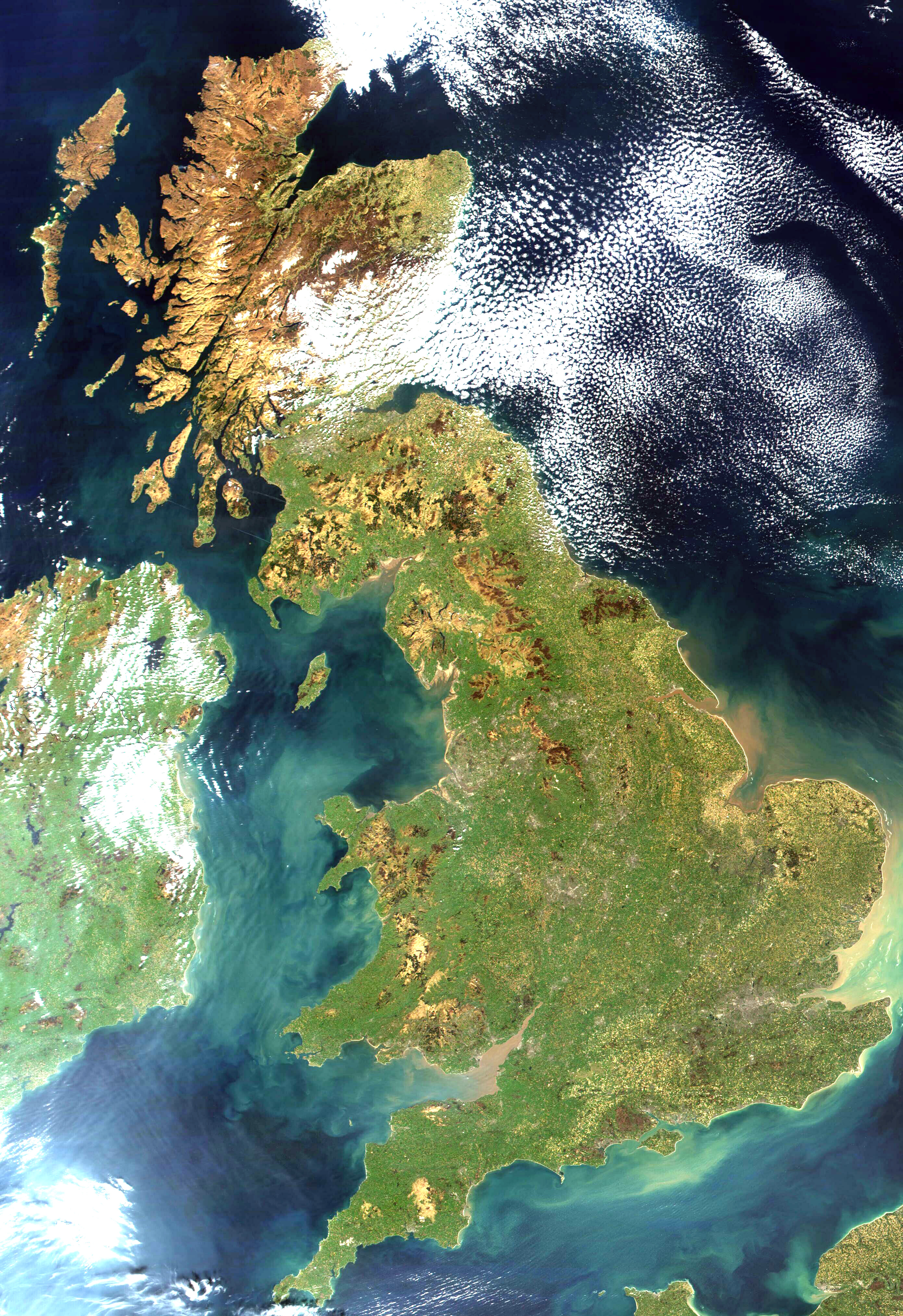
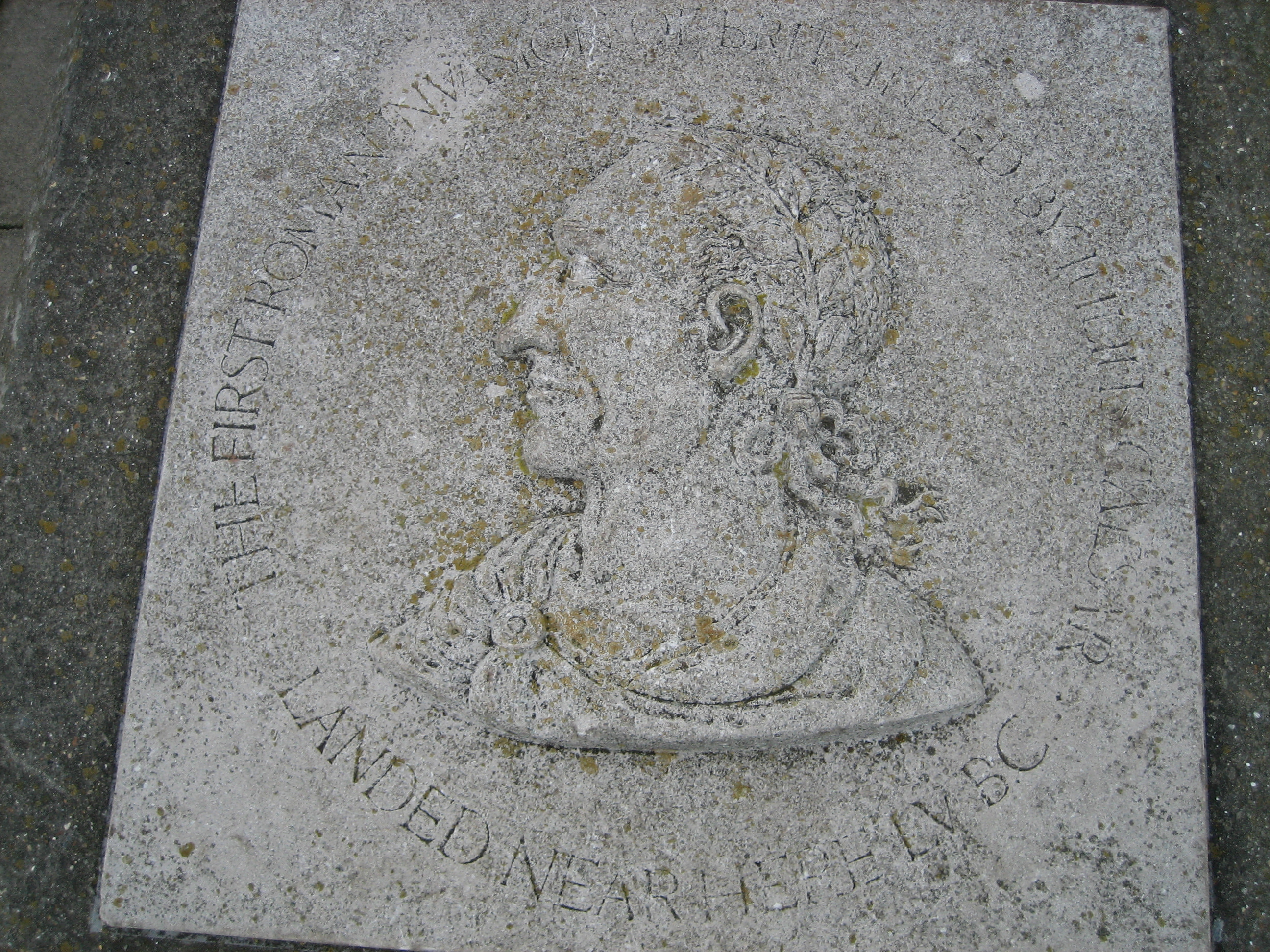
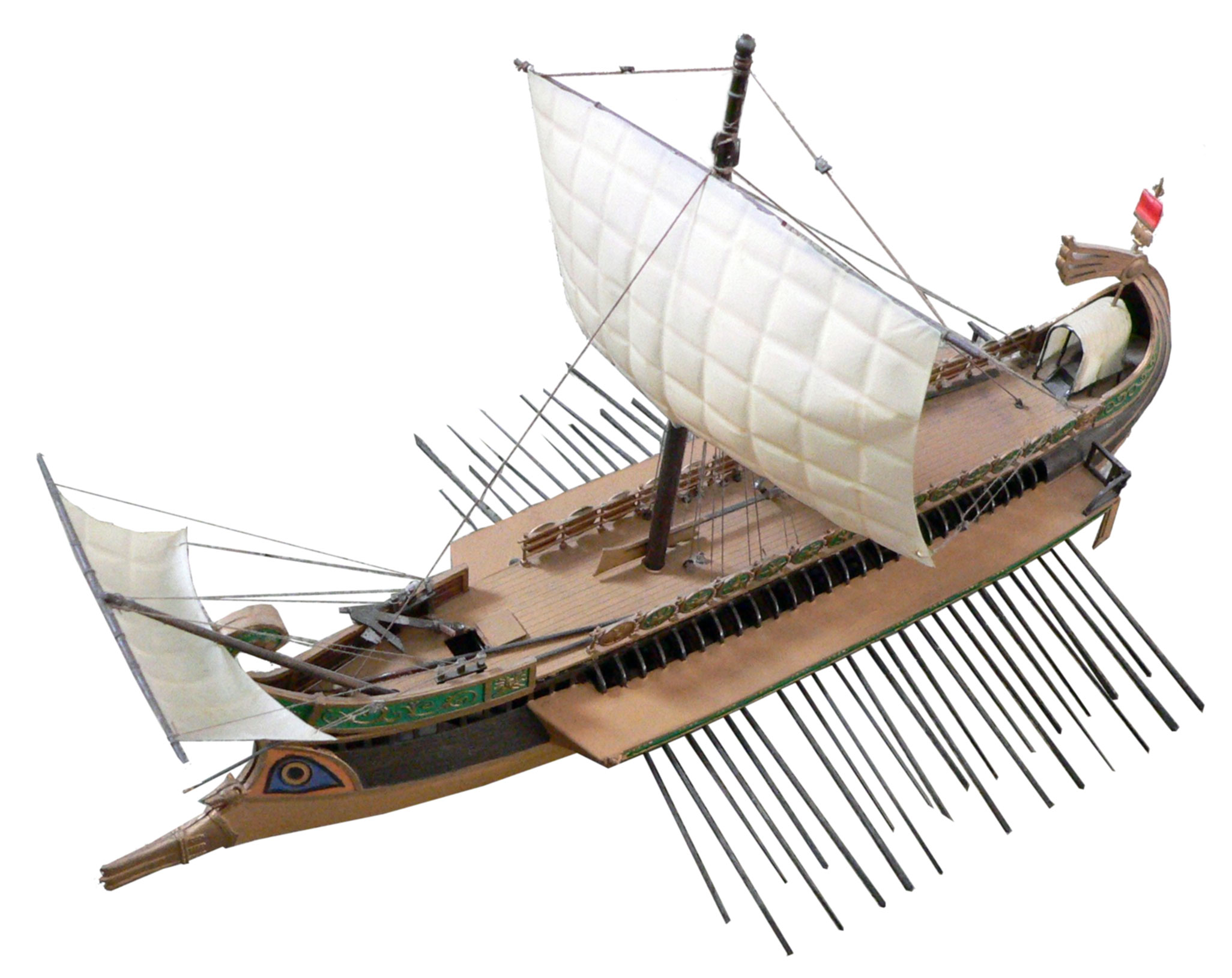